# Михалець Любомир Станіславович
Любомир Станіславович Михалець (15 серпня 1974, Хмельницький) — український шахіст, гросмейстер (2000). 
 Чемпіон України із шахів 1998 року.

## Результати виступів у чемпіонатах України
Любомир Михалець зіграв у п'яти фінальних турнірах чемпіонатів України, набравши загалом 27 очок з 47 можливих.
| Рік  | Місто           | Турнір                 | + | − | = | Результат | Місце   |
| ---- | --------------- | ---------------------- | - | - | - | --------- | ------- |
| 1994 | Алушта          | 63-й чемпіонат України | 3 | 2 | 4 | 5 з 9     | 40 — 64 |
| 1995 | Дніпропетровськ | 64-й чемпіонат України | 5 | 3 | 1 | 5½ з 9    | 12 — 15 |
| 1996 | Ялта            | 65-й чемпіонат України | 3 | 3 | 5 | 5½ з 11   | 42 — 54 |
| 1998 | Алушта          | 67-й чемпіонат України |   |   |   | 7 з 9     | Gold    |
| 2001 | Покров          | 70-й чемпіонат України | 3 | 4 | 2 | 4 з 9     | 18 — 22 |